# Eisenhüttenstadt
Eisenhüttenstadt (literalmente, «cidade da fundição de ferro») é uma cidade alemã situada na beira do rio Oder, perto da fronteira com a Polónia. A cidade foi fundada em 1950 pelo governo da República Democrática da Alemanha (RDA) como modelo de cidade socialista.

## Geografia
Eisenhüttenstadt está localizada sobre o rio Oder, no vale glaciar Berlim-Varsóvia, arrodeada por uma morena terminal e florestas de pinhos. A cidade está a uma distância de 25 km a sul de Frankfurt an der Oder, 25 km a norte de Guben e 110 km a leste de Berlim.

## Demografia
Após a fundação de Eisenhüttenstadt em 1950, a população cresceu de 2.400 habitantes em 1953 a 38.138 em 1965 e atingiu o máximo com 53,048 em 1988. Desde a reunificação da Alemanha em 1990, a população decreceu continuadamente até 32.214 habitantes em 2008.

## História

### Fundação: a cidade socialista

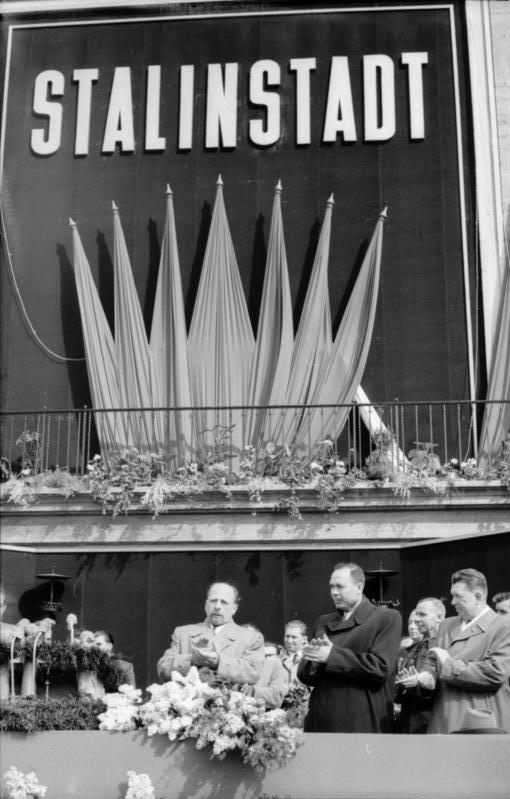
Na imagem, Walter Ulbricht com o embaixador soviético Ivan Ilyichev num ato de celebração em 1953.

O surgimento da cidade de Eisenhüttenstadt foi planificado no terceiro congresso do Partido Socialista Unificado da Alemanha, celebrado entre 20 e 24 de julho de 1950. Naquele congresso, tomou-se a decisão de construir uma aciaria Combinat, a Eisenhüttenstadt Ost, e uma área residencial adjacente. A construção começou em 8 de agosto de 1950. A área foi nomeada Stalinstad em honra de Josef Stalin em 7 de maio de 1953.
A cidade foi anunciada como a "primeira cidade socialista em território alemão", do mesmo modo que outras cidades socialistas criadas ex novo, como Nowa Huta na Polónia, Stalinstadt seguiu o exemplo de Magnitogorsk (URSS). O primeiro desenho para o novo bairro residencial criado por volta da metalúrgica foi realizado pelo arquiteto modernista Franz Ehrlich, vinculado com a Bauhaus, em agosto de 1950. O seu plano modernista, que propunha um assentamento disperso através de linhas funcionais foi rechaçado pelo Ministério da Reconstrução. Também foram rechaçados os projetos apresentados pelos arquitetos Kurt Junghanns e Otto Geiler. O plano aprovado foi o de Kurt Walter Leucht, profundamente influenciado nessa obra pela arquitetura socialista e a arquitetura clássica. Mais tarde, o modelo predominante, como noutras cidades da Alemanha socialista, o modelo foi o de Plattenbau.

### Desestalinização
Em 1961, como consequência da desestalinização, o nome da cidade foi mudado para o atual Eisenhüttenstadt e, desde 1 de janeiro de 1969, a Eisenhüttenkombinat Ost e outras empresas transformadoras do aço da área passaram a conformar a VEB Bandstahlkombinat "Hermann Matern", dirigida pelo Estado.

### Após a reunificação
Após a reunificação da Alemanha em 1990, a VEB Bandstahlkombinat "Hermann Matern" foi renomeada novamente, passando a denominar-se EKO Stahl AG, e foi privatizada pela agência encarregada da privatização das indústrias públicas da Alemanha democrática, a Treuhandanstalt. Devido a essa privatização, à nova competição com as indústrias metalúrgicas da Alemanha ocidental e ao colapso dos mercados na Europa do leste, a EKO Stahl AG despediu um grande número de trabalhadores. Em 1995, o processo foi completado: a empresa foi privatizada e vendida à belga Cockerill-Sambre, na atualidade parte de ArcelorMittal.

## Economia e infraestruturas

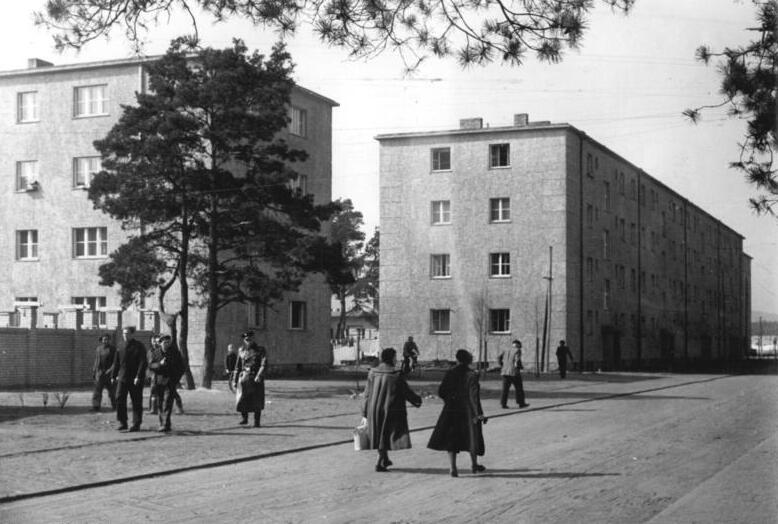
A cidade em 1953, quando era conhecida como Stalinstadt.

A economia de Eisenhüttenstad está dominada, claramente, pela presença da metalúrgica EKO Stahl GmbH, subsidiária de ArcelorMittal. Porém, o índice de desemprego tem aumentado continuadamente desde a reunificação e, em 2008, atingiu 11,5%.
Eisenhüttenstadt está bem comunicada, através das autoestradas federais 112 e 246, com Frankfurt an der Oder, Guben e Storkow; e por caminhos de ferro com Berlim, Frankfurt an der Oder e Cottbus. Ademais, está comunicada com Berlim através do Canal Oder-Spree.

## Geminações
- Saarlouis (Saarland, Alemanha), estabelecida em 1986: foi a primeira geminação entre cidades da Alemanha ocidental e da Alemanha oriental.
- Drancy, França
- Głogów, Polónia
- Dimitrovgrad, Bulgária

## Personalidades
- Paul van Dyk, DJ e produtor de música
- Udo Beyer, atleta
- Frank Schaffer, atleta
- Torsten Gutsche, atleta
- Kathrin Boron, atleta
- Tania Bunke, revolucionária comunista que lutou junto com o Che Guevara